# Ellund
Ellund er en landsby beliggende ved den dansk-tyske grænse vest for Flensborg i Sydslesvig. Administrativt hører landsbyen under Hanved kommune i Slesvig-Flensborg kreds i den nordtyske delstat Slesvig-Holsten. I kirkelig henseende hører Ellund under Hanved Sogn. Sognet lå i Vis Herred (Flensborg Amt), da området var dansk indtil 1864.
Ellund er første gang nævnt 1401. På jysk udtales bynavnet Ællunj. Stednavnet er sammensat af kollektivform af el (ellekrat) og lund. Navnet hentyder til en by i en elleskov. Den lidt syd for Ellund beliggende Ellundbro (jysk Ællunj`bro, tysk Ellundbrück) er første gang nævnt 1858. Her lå en bro over Meden Å. Ellundmark (Ellundfeld) er navnet på spredt bebyggelse øst og vest for selve Ellund. Husene er beliggende ved gadene Ellund-Vest og -Øst. Ellundmark er første gang nævnt 1797. Den nord for byen på grænsen beliggende gård Vilmkjær er første gang nævt 1802. Skolesproget i Ellund var dansk i årene før krigen 1864. Landsbyen er landbrugspræget. Tørveproduktion var tidligere en vigtig indtægtskilde. Syd for Ellund ligger den i 1900-tallet plantede ca. 33 ha store Ellund Skov. Skoven er opbygget af bevoksninger med lærk, rødgran, eg, bøg, nordmannsgran og m. fl. 1 km øst for Ellund strækker sig den sønderjyske motorvej E45 / A 7. Der er to grænseovergangssteder ved Ellund. Nærliggende landsbyer er Valsbøl, Ondaften, Hanved, Harreslev, Simondys og Frøslev.